# 反常凝析
反常凝析（Retrograde Condensation）是在压力降低（或者温度升高）的时候，气体凝析为液体的现象。这現象与凝析（凝結）是相反的，因此得名。

## 敘述
若二種氣體在固定溫度及壓力下，且其狀況還沒到臨界條件，而其體積漸漸的減少，氣體接下來會凝析。當體積減少到了一定程度後，凝析的量會漸漸的增加，以致其體積會再減少，一直到氣體液化為止。若氣體的溫度是介於組成成份的真臨界點及假臨界點之間，在體積進一步減少的過程中，凝析產生的液體會減少甚至於消失。這種凝析消失的現象即為反常凝析。